# Andrea Porporati
Andrea Porporati (Roma, 1964) è un regista, scrittore e produttore cinematografico italiano.

## Biografia

### Anni 1990
Pubblica nel 1990, a 26 anni, il romanzo La felicità impura, segnalato dalla critica italiana come uno dei migliori esordi dell'anno, seguito nel 1994 da Nessun dolore, entrambi per Mondadori.
A partire dagli anni '90 inizia una collaborazione con il regista Gianni Amelio, con il quale firma la sceneggiatura di Lamerica, che, tra gli innumerevoli premi conquistati, vince il premio alla regia alla Mostra del cinema di Venezia 1994, il premio Felix della European Film Academy come miglior film 1994, 3 David di Donatello 1995,
il Premio Goya 1996 come miglior film europeo.
Negli anni successivi firma diversi script di successo per il cinema e la tv. Ricordiamo, tra gli altri, L'inchiesta, Gino Bartali - L'intramontabile, I Viceré e alcune edizioni de La Piovra, serie che consegue uno dei più grandi risultati di ascolti mai realizzati dalla Rai e il record di vendite all'estero per una produzione italiana.

### Anni 2000
Nel 2000 esordisce nella regia cinematografica con Sole negli occhi, vincitore del Festival di Annecy e di molti premi e festival internazionali.
Nel 2006 dirige Il dolce e l'amaro che, per quanto opera seconda di un giovane regista, partecipa nella selezione ufficiale al concorso per il Leone d'oro della 64ª Mostra internazionale d'arte cinematografica di Venezia.

### Anni 2010
Nel 2010 Skycinema gli affida il ruolo di showrunner di Faccia d'angelo, di cui cura regia e sceneggiatura, la cui lavorazione inizia a febbraio 2011 con protagonista Elio Germano, attore appena incoronato con la Palma d'oro a Cannes 2010.
Trasmessa da Skycinema nel marzo 2012, Faccia d'angelo realizza il maggior successo di ascolti mai conseguito da una serie originale prodotta da Sky e vede attribuito a Elio Germano il premio per il miglior attore protagonista di miniserie al RomaFictionFest 2012. Dal 2012 è docente di regia alla scuola d'arte cinematografica Gianmaria Volontè. Nel 2013 scrive e dirige Non avere paura - Un'amicizia con Papa Wojtyla, tv movie per Raifiction, incentrato sulla storia del campione d'alpinismo Lino Zani e della sua amicizia con Karol Wojtyla. Il film, andato in onda il 27 aprile 2014 su Raiuno in prima serata, registra un'audience media di 23.5 punti di share, arrivando a fine trasmissione a superare il 30 per cento, miglior risultato della serata e uno dei primi in assoluto della stagione per la rete. Nell'aprile 2015 viene trasmesso da Raiuno il tv movie Una casa nel cuore con Cristiana Capotondi, Simone Montedoro e Giorgio Colangeli da lui diretto che raccoglie il miglior risultato di share della serata ed uno dei migliori della stagione. Nel 2014 viene incaricato di realizzare l'adattamento di Il nome della rosa di Umberto Eco, per una serie televisiva in sei parti. Nel novembre 2016 viene trasmesso da Raiuno il tvmovie La classe degli asini sulla abolizione delle classi speciali nelle scuole italiane e ottiene uno dei migliori risultati di share dell'anno. Nel maggio 2018 va in onda in prima serata su Rai Uno la serie in quattro episodi Il capitano Maria, che realizza l'altissimo share medio del 25,2 %. Nel dicembre 2018 va in onda in prima serata su Rai Uno il film tv I nostri figli, ispirato a una storia vera su chi resta dopo un femminicidio. Il film realizza uno share del 24,4 per cento, primo ascolto della serata. 

### Anni 2020
Nel febbraio 2020 viene trasmessa da Rai Uno in prima serata la serie in sei episodi Come una madre di cui cura regia e sceneggiatura, quest'ultima assieme a Maria Porporati. La serie registra un ascolto medio di 5.067.000 spettatori ed è la più vista per serata. Il 29 dicembre 2020 viene inserita sulla piattaforma Raiplay la docu-serie Aria di cui è co-regista su un gruppo di italiani nel mondo durante l'epidemia di Covid19. Nel 2020 produce anche, con la neonata società Kon-Tiki film, di cui è cofondatore assieme a Daniele Vicari e Francesca Zanza, il film diretto da Daniele Vicari, Il giorno e la notte, lungometraggio interamente girato a distanza, durante i mesi del lockdown in Italia. Il 16 settembre 2021 va in onda su Raiuno il tv movie Sorelle per sempre in prima serata che conquista il 24,4 % di share e diventa un caso per gradimento di pubblico e riscontro di stampa, nazionale e internazionale, guadagnandosi l'attenzione anche di BBC World News. Nel settembre 2022 debutta, sulla piattaforma Sky, il film Sky Original Rosanero, con Salvatore Esposito, il protagonista di Gomorra, prestato alla figura di un camorrista che scambia l'anima con una bambina e viceversa. Una favola comica che nella tradizione del body swap movie, riflette ironicamente sulla inumanità del crimine organizzato e che per settimane resta nella top ten dei film più visti sulla piattaforma.
Tra il 2023 ed il 2024 continua a produrre con la Kon-Tiki film diversi progetti a prevalente vocazione documentaristica, tra cui il film documentario Nel cerchio degli uomini, diretto da Paola Sangiovanni, la docu-serie in dieci episodi Zona protetta sull'esperienza di ragazzi sospesi tra la vita in casa famiglia e il mondo, e La tv nel pozzo, film documentario di cui è anche regista, sul racconto che i media fecero della tragedia di Alfredo Rampi, un bambino di sei anni, caduto in un pozzo a Vermicino, vicino Roma, nel giugno del 1981. Un caso che segnò, attraverso la più lunga diretta tv della tv italiana, oltre quello che è stato definito un trauma collettivo per 20 milioni di spettatori, un mutamento irreversibile nel rapporto tra i media e il modo di raccontare la realtà.
Nel 2024 dirige il tvmovie Giovannino Guareschi - Non muoio neanche se mi ammazzano sulla vita del grande scrittore, umorista e cineasta emiliano.

### Scuola d'Arte Cinematografica Gian Maria Volonté
Nel 2011 è tra i fondatori della Scuola d'Arte Cinematografica Gian Maria Volonté di Roma, pubblica e gratuita, e da allora è uno dei coordinatori e docenti dell'area di insegnamento di Regia.

## Filmografia

### Regista
- Sole negli occhi - film (2001)
- La luna e il lago – film TV (2006)
- Il dolce e l'amaro - film (2007)
- Le ali – film TV (2008)
- Storia di Laura – film TV (2010)
- Faccia d'angelo – miniserie TV (2012)
- Non avere paura - Un'amicizia con Papa Wojtyla – film TV (2014)
- Una casa nel cuore – film TV (2015)
- La classe degli asini – film TV (2015)
- Il capitano Maria – miniserie TV (2018)
- I nostri figli – film TV (2018)
- Come una madre – miniserie TV (2020)
- Aria - docu-serie (2020)
- Sorelle per sempre – film TV (2021)
- Rosanero - film (2022)
- La tv nel pozzo. Film documentario (2024)
- Giovannino Guareschi - Non muoio neanche se mi ammazzano – film TV (2025)

### Sceneggiatore
- Il caso Dozier – film TV (1993)
- Lamerica (1994)
- La piovra 7 - Indagine sulla morte del commissario Cattani – miniserie TV (1995)
- L'elefante bianco – miniserie TV (1997)
- La piovra 8 - Lo scandalo – miniserie TV (1997)
- La piovra 9 - Il patto – miniserie TV (1999)
- Sole negli occhi (2001)
- L'inchiesta – miniserie TV (2006)
- Gino Bartali - L'intramontabile – miniserie TV (2006)
- Il dolce e l'amaro (2007)
- I Viceré (2007)
- Le ali – film TV (2008)
- Faccia d'angelo – miniserie TV (2011)
- Non avere paura - Un'amicizia con Papa Wojtyla – film TV (2014)
- Il capitano Maria – miniserie TV (2018)
- I nostri figli – film TV (2018)
- Il nome della rosa – miniserie TV (2019)
- Come una madre – miniserie TV (2020)
- Sorelle per sempre – film TV (2021)
- Rosanero - film (2022)
- La farfalla impazzita – film TV (2024)
- La bambina con la valigia – film TV (2024)
- Giovannino Guareschi - Non muoio neanche se mi ammazzano – film TV (2025)

### Produttore
- Il giorno e la notte, regia di Daniele Vicari (2021)
- Nel cerchio degli uomini, film documentario, regia di Paola Sangiovanni (2023)
- Zona protetta, docu-serie in 10 episodi, registi vari (2024)
- La tv nel pozzo, film documentario, regia di Andrea Porporati, (2024)